# Anthela neurospasta
Anthela neurospasta là một loài bướm đêm thuộc họ Anthelidae. Loài này có ở Úc.